# Bertina Henrichs
Bertina Henrichs (* 1966 in Frankfurt am Main) ist eine deutsche Schriftstellerin, die in französischer Sprache schreibt.

## Leben
Bertina Henrichs studierte Literatur- und Filmwissenschaften in Berlin und in Frankreich. Mit einer Dissertation über Schriftsteller, die im Exil eine Fremdsprache annahmen, promovierte sie 1997 an der Universität Paris VII. Sie lebte fortan in Paris und schrieb einige Drehbücher, bevor sie 2005 mit dem Roman La Joueuse d’échecs als Schriftstellerin debütierte. Die Geschichte über ein Zimmermädchen, das seine Leidenschaft für Schach entdeckt, wurde ein Bestseller und konnte sich kurz nach Erscheinen im Jahr 2007 unter dem Titel Die Schachspielerin etwas mehr als 50.000 Mal verkaufen. Unter der Regie von Caroline Bottaro wurde die gleichnamige Verfilmung mit Sandrine Bonnaire und Kevin Kline in den Hauptrollen 2009 in deutsch-französischer Koproduktion in den Kinos veröffentlicht.

## Werke
- La Joueuse d’échecs. 2005.
  - Die Schachspielerin. Diana-Verlag, München 2007, ISBN 978-3-453-35172-1.
- That's all right mama. 2008
  - That's all right, mama. Hoffmann und Campe, Hamburg 2009, ISBN 978-3-455-40149-3.
- Le Narcisse. 2010.
- Le jardin. 2011.
  - Ein Garten am Meer. Hoffmann und Campe, Hamburg 2011, ISBN 978-3-455-40316-9.
- Das Glück der blauen Stunde. Hoffmann und Campe, Hamburg 2013, ISBN 978-3-455-40376-3.